# Lucien Petipa
Pour les articles homonymes, voir Petipa.
Œuvres principales
Sacountala (1858)
Le Roi d'Yvetot (1865)
Namouna (1882)
Joseph-Lucien Petipa, né le 22 décembre 1815 à Marseille et mort le 7 juillet 1898 à Versailles, est un danseur français et maître de ballet. 
Frère aîné du célèbre maître de ballet franco-russe Marius Petipa, il est le fils du danseur et maître de ballet français Jean-Antoine Petipa (1787-1855) et de la danseuse née à Lyon et originaire de Saint-Domingue, Victorine Morel-Grasseau (1794-1860).

## Biographie
Lucien Petipa commence sa carrière très jeune, sous la conduite de son père, maître de ballet. Il paraît pour la première fois sur la scène du Théâtre royal de la Monnaie à Bruxelles le 25 mars 1821, dans Psyché et l'Amour de Pierre Gardel, dans lequel il interprète le rôle de Castagnet, enfant de cinq ans. 
À partir de 1824, il tient les rôles d'Amour dans les ballets de son père. Delaloy écrit, à l'occasion d'une représentation du Volage fixé de Louis Duport : « M. Lucien Petipa s'est parfaitement acquitté du rôle de Cupidon, cet enfant a beaucoup d'intelligence dans tout ce qu'il fait ». Aux côtés de son frère Marius, Lucien se frotte au grand répertoire de l'époque et est promis à un brillant avenir.
Lorsque la famille Petipa quitte Bruxelles en avril 1835, Lucien sera engagé comme premier danseur au Grand Théâtre de Bordeaux, où son père a été nommé maître de ballet. Lucien conserve cet emploi pendant quelques années, jusqu'à ce que le chorégraphe Filippo Taglioni le remarque lors d'une tournée dans cette ville. Il incite Lucien Petipa à gagner Paris et le fait débuter à l'Opéra le 10 juin 1839, dans une reprise de La Sylphide, aux côtés de la danseuse Lucile Grahn. 
Dès lors, Lucien Petipa créera les rôles principaux de nombreux ballets, avec sa partenaire attitrée Carlotta Grisi.
Il reste premier danseur, puis maître de ballet et chorégraphe de l'Opéra de Paris jusqu'en 1868, lorsqu'il est renvoyé à la suite d'un accident de chasse qui l'empêche de danser. 
Il revient à Bruxelles en octobre 1872 et, en 1875, il est nommé professeur de « callisthénie » au Conservatoire royal de Bruxelles : il y enseigne le maintien et la danse durant trois années complètes. En 1878, Petipa quitte définitivement Bruxelles pour Versailles où il s'installe et finira ses jours. 
L'Opéra fait encore appel à lui en 1882 pour créer Namouna.

## Principales créations
- Giselle (ballet sur la musique d’Adolphe Adam) le 28 juin 1841 ;
- Griseldis (ballet-pantomime sur la musique d’Adolphe Adam) le 16 février 1848 ;
- Le Cheval de bronze (ballet sur la musique de l'opéra d'Auber, Paris, Opéra, 21 septembre 1857) ;
- Sacountala (Paris, Opéra, 14 juillet 1858) ;
- Graziosa (Paris, Opéra, 25 mars 1861) ;
- Le Roi d'Yvetot (Paris, Opéra, 28 décembre 1865) ;
- Le Marché des innocents, d'après Marius Petipa (Bruxelles, 14 octobre 1872) ;
- Namouna (Paris, Opéra, 10 février 1882).

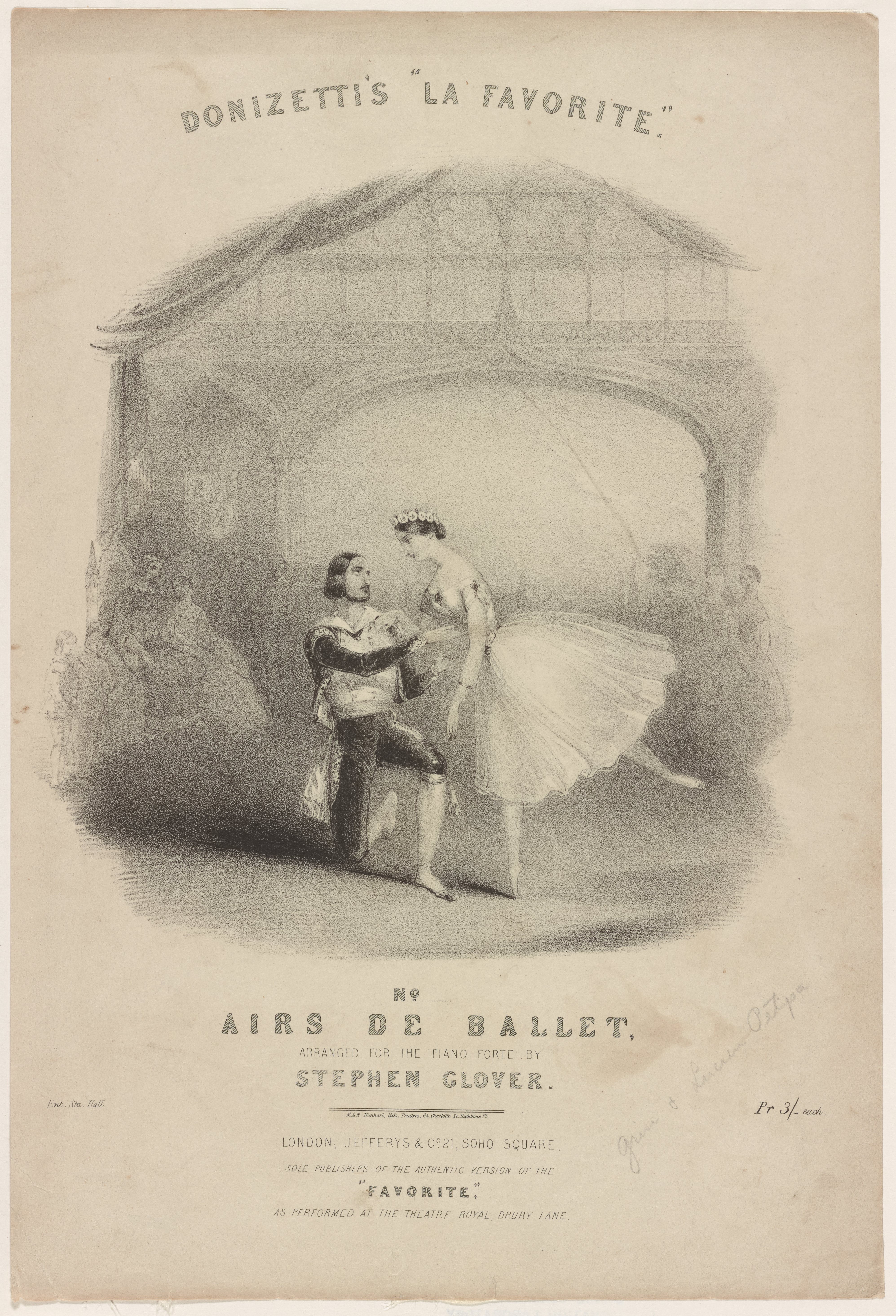
Carlotta Grisi et Lucien Petipa dans La Favorite, 1840.
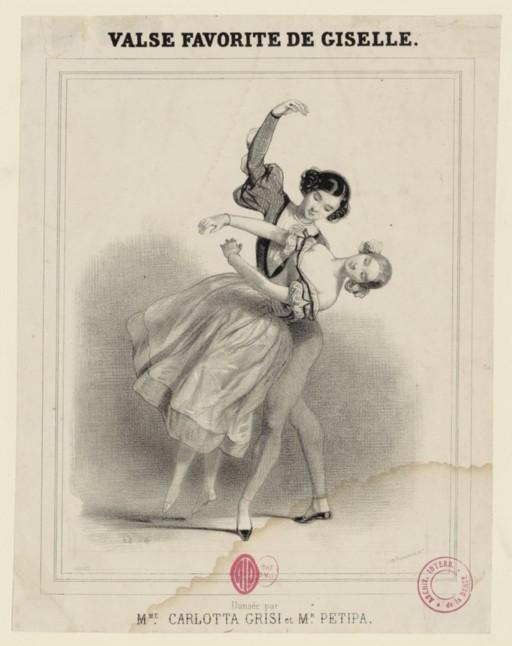
Carlotta Grisi et Lucien Petipa dans Giselle, 1841.
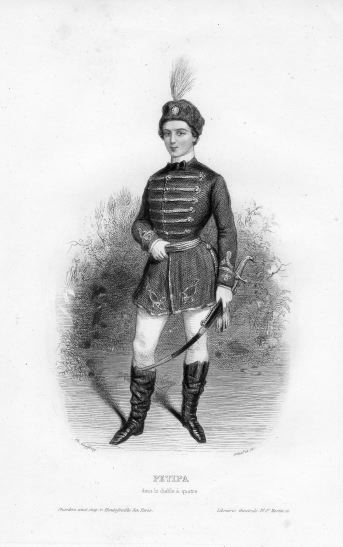
Lucien Petipa dans Le Diable à quatre, 1845.